# 888 Parysatis
888 Parysatis
888 Parysatis là một tiểu hành tinh ở vành đai chính. Nó được Max Wolf phát hiện ngày 2.2.1918 ở Heidelberg, và được đặt theo tên Parysatis, vợ của Darius II của Ba Tư.